# Ossama bin Abdul Majed Shobokshi

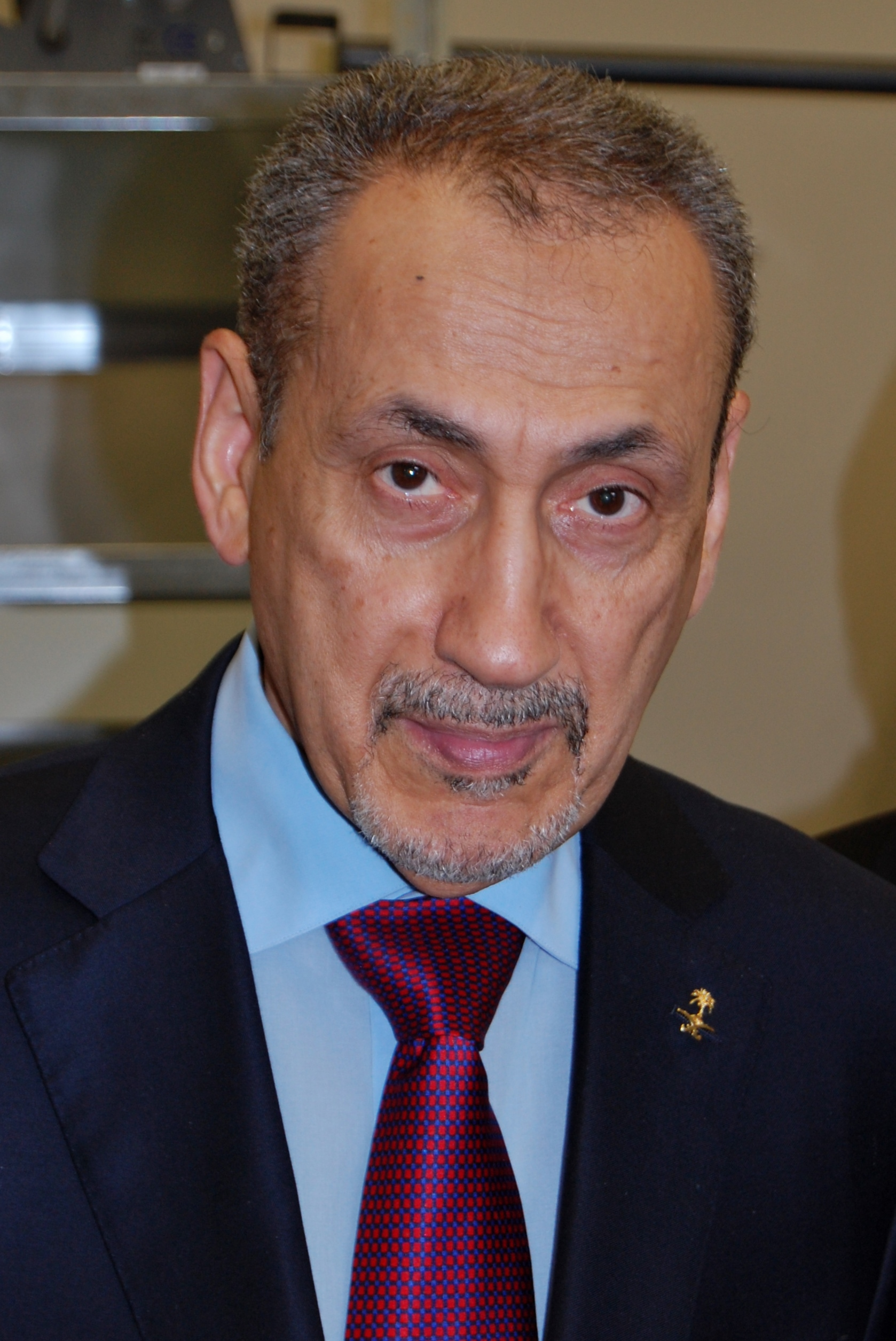
Ossama bin Abdul Majed Shobokshi (2013)

Ossama bin Abdul Majed Shobokshi (arabisch أسامة بن عبد المجيد شبكشي, DMG Usāma b. ʿAbd al-Maǧīd Šubukšī; geboren 21. Oktober 1943 in Dschidda; gestorben 31. März 2023) war ein saudi-arabischer Arzt, Politiker und Diplomat.

## Leben
Ossama bin Abdul Majed Shobokshi studierte an der Universität Erlangen Medizin und war Fellow am Royal College of Surgeons in Ireland.
Von 1995 bis 2002 war er der saudi-arabische Gesundheitsminister.
Vom 26. August 2004 bis 25. Oktober 2015 war er Botschafter in Berlin und leitete als solcher die  Botschaft des Königreichs Saudi-Arabien in Berlin in Deutschland.
Während seiner Amtszeit als Botschafter in Berlin war an der Botschaft ein Attaché akkreditiert, der eine Haushaltshilfe aus Indonesien von April 2009 bis Oktober 2010 misshandelte.